# Eothenomys melanogaster
Eothenomys melanogaster је врста волухарице.

## Распрострањење
Ареал врсте је ограничен на мањи број држава. Врста има станиште у Кини, Индији, Бурми, Вијетнаму и Тајланду.

## Станиште
Станишта врсте су шуме, џунгла, брдовити предели и речни екосистеми.

## Угроженост
Ова врста је наведена као последња брига, јер има широко распрострањење и честа је врста.